# Янузай, Аднан
Адна́н Яну́зай (алб. Adnan Januzaj; родился 5 февраля 1995, Брюссель) — бельгийский футболист, атакующий полузащитник испанского клуба «Севилья». Выступал за сборную Бельгии.

## Клубная карьера

### Молодёжные клубы
Аднан Янузай родился в Брюсселе в семье косоваров. В возрасте 6 лет перешёл в академию клуба «Брюссель». В 2005 году его заметили скауты «Андерлехта», пригласив в свою академию. В марте 2011 года, после удачного сезона, проведённого за юношескую команду «Андерлехта», 16-летний Янузай перешёл в английский клуб «Манчестер Юнайтед» за 300 тысяч фунтов.

### «Манчестер Юнайтед»
Аднан — игрок с великолепным балансом. Ему всего лишь 18 лет и ему ещё предстоит окрепнуть физически, но он уже обладает хорошим балансом, неплохо ускоряется, и он очень техничный игрок.
В сезоне 2012/13, выступая за состав «Манчестер Юнайтед» до 21 года, Янузай был признан игроком года среди резервистов клуба, получив награду Дензила Харуна. 19 мая 2013 года Аднан был включён в заявку команды на матч 38-го тура Премьер-лиги против «Вест Бромвича», но на поле так и не появился. Перед началом сезона 2013/14 был включён в основной состав, отправившийся в предсезонное турне по странам Азии.

#### 2013/14
13 июля Янузай дебютировал в основной команде «Юнайтед» в игре со «звёздами Сингха», где отыграл все 90 минут. 29 июля Янузай забил свой первый гол в футболке «Юнайтед», поразив ворота «Китчи» в товарищеском матче. 11 августа 2013 года дебютировал за «Юнайтед» в официальном матче, заменив на 84-й минуте Робина ван Перси в игре на Суперкубок Англии. 14 сентября 2013 года Аднан дебютировал в Премьер-лиге, выйдя на замену в матче против «Кристал Пэлас». 5 октября Аднан впервые вышел в стартовом составе на матч Премьер-лиги против «Сандерленда», в котором стал автором двух голов и принёс своей команде победу со счётом 2:1.

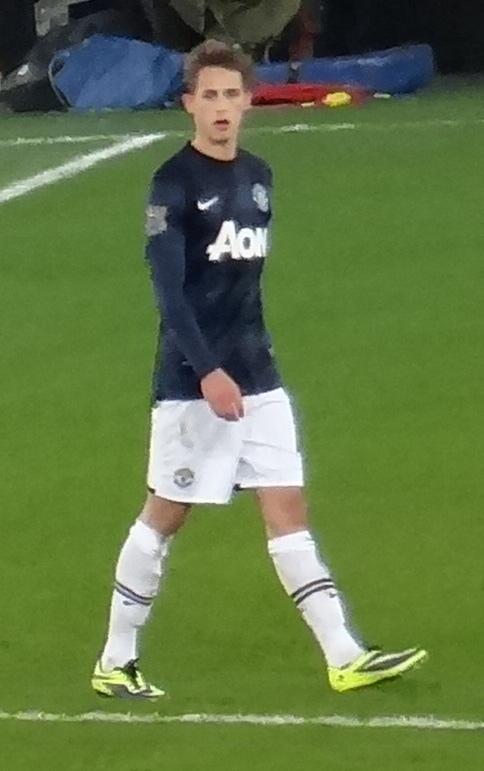
Янузай в составе «Манчестер Юнайтед» в сезоне 2013/14

19 октября 2013 года Аднан Янузай подписал с «Манчестер Юнайтед» новый пятилетний контракт. 21 декабря полузащитник забил победный гол в ворота «Вест Хэма». Всего за первый сезон в основном составе «Манчестер Юнайтед», который клуб завершил на низком для себя седьмом месте Янузай провел 27 матчей и забил четыре гола.

#### 2014/15
При новом главном тренере Луи ван Гале Янузай стал редко появляться в стартовом составе, проиграв конкуренцию более опытным партнёрам.

#### «Боруссия Дортмунд»
31 августа 2015 года Янузай перешёл в клуб «Боруссия Дортмунд» на правах аренды до 30 июня 2016 года.

#### «Сандерленд»
В августе 2016 года «Манчестер Юнайтед» объявил о переходе Янузая в «Сандерленд» на правах аренды сроком на год. Главный тренер «красных дьяволов» Жозе Моуринью заявил, что рассчитывает на бельгийского полузащитника в будущем, поэтому отдал его в клуб со знакомым игроку тренером, где он сможет получать регулярную игровую практику. Главный тренер «Сандерленда» Дэвид Мойес, комментируя переход Янузая, отметил, что его талант напоминает ему игру Уэйна Руни и Росса Баркли, которые дебютировали в большом футболе под руководством Мойеса. Янузай дебютировал в составе «Сандерленда» в матче против «Манчестер Сити», выйдя на замену, а 21 августа 2016 года вышел в стартовом составе против «Мидлсбро» и провёл на поле всё игровое время. Оба матча закончились поражением «чёрных котов» со счётом 2:1. Свой дебютный гол за «Сандерленд» Янузай забил 24 августа в матче Кубка лиги против «Шрусбери Таун», ставший для команды победным. 18 сентября в матче против «Тоттенхэм Хотспур» Янузай получил свою первую красную карточку в карьере.

### «Реал Сосьедад»
В июле 2017 года перешёл в испанский клуб «Реал Сосьедад». Он подписал с клубом пятилетний контракт. Сумма трасфера составила около 9,8 млн фунтов.

## Карьера в сборных
Янузай является гражданином Бельгии, куда ещё до его рождения семья Аднана переехала из Косова. Поэтому он мог выступать за сборные Бельгии, Албании, Сербии, Косова и даже Турции. Рой Ходжсон, главный тренер сборной Англии, заявлял о своём желании видеть Янузая в футболке сборной Англии, что было бы возможно в случае его натурализации в качестве гражданина Великобритании.
В апреле 2014 года Янузай принял решение о выступлении за сборную Бельгии. 13 мая главный тренер сборной Бельгии Марк Вильмотс включил Янузая в заявку сборной на чемпионат мира по футболу. 26 мая Аднан дебютировал за сборную Бельгии в товарищеском матче против Люксембурга, однако позднее этот матч был аннулирован ФИФА из-за нарушений регламента. Повторный дебют Янузая состоялся 7 июня в товарищеской игре против Туниса. 26 июня Аднан дебютировал на чемпионате мира, выйдя в стартовом составе сборной на заключительный матч группового этапа против сборной Южной Кореи.

### Матчи и голы за сборную
| Матчи и голы Янузая за сборную Бельгии | Матчи и голы Янузая за сборную Бельгии | Матчи и голы Янузая за сборную Бельгии | Матчи и голы Янузая за сборную Бельгии | Матчи и голы Янузая за сборную Бельгии | Матчи и голы Янузая за сборную Бельгии | Матчи и голы Янузая за сборную Бельгии | Матчи и голы Янузая за сборную Бельгии |
| -------------------------------------- | -------------------------------------- | -------------------------------------- | -------------------------------------- | -------------------------------------- | -------------------------------------- | -------------------------------------- | -------------------------------------- |
| №                                      | Дата                                   | Стадион                                | Соперник                               | Счёт                                   | Голы                                   | Мин.                                   | Турнир                                 |
| 1                                      | 26 мая 2014                            | «Кристал Арена», Генк                  | Люксембург                             | 5:1                                    | -                                      | 44'                                    | Товарищеский матч                      |
| 2                                      | 7 июня 2014                            | Стадион короля Бодуэна, Брюссель       | Тунис                                  | 1:0                                    | -                                      | 16'                                    | Товарищеский матч                      |
| 3                                      | 26 июня 2014                           | «Арена Коринтианс», Сан-Паулу          | Республика Корея                       | 0:1                                    | -                                      | 60'                                    | Финальные матчи ЧМ-2014                |
| 4                                      | 4 сентября 2014                        | «Морис Дюфран», Льеж                   | Австралия                              | 2:0                                    | -                                      | 28'                                    | Товарищеский матч                      |
| 5                                      | 12 ноября 2014                         | Стадион короля Бодуэна, Брюссель       | Исландия                               | 3:1                                    | -                                      | 62'                                    | Товарищеский матч                      |
| 6                                      | 16 ноября 2014                         | Стадион короля Бодуэна, Брюссель       | Уэльс                                  | 0:0                                    | -                                      | 1'                                     | Отборочные матчи ЧЕ-2016               |
| 7                                      | 2 июня 2018                            | Стадион короля Бодуэна, Брюссель       | Португалия                             | 0:0                                    | -                                      | 44'                                    | Товарищеский матч                      |
| 8                                      | 6 июня 2018                            | Стадион короля Бодуэна, Брюссель       | Египет                                 | 3:0                                    | -                                      | 44'                                    | Товарищеский матч                      |
| 9                                      | 28 июня 2018                           | «Калининград», Калининград             | Англия                                 | 0:1                                    | 1                                      | 86'                                    | Финальные матчи ЧМ-2018                |
| 10                                     | 15 ноября 2018                         | Стадион короля Бодуэна, Брюссель       | Исландия                               | 2:0                                    | -                                      | 15'                                    | Лига наций УЕФА (А)                    |
| 11                                     | 24 марта 2019                          | «Нео ГСП», Никосия                     | Республика Кипр                        | 0:2                                    | -                                      | 34'                                    | Отборочные матчи ЧЕ-2020               |
| 12                                     | 6 сентября 2019                        | Олимпийский стадион, Серравалле        | Сан-Марино                             | 0:4                                    | -                                      | 55'                                    | Отборочные матчи ЧЕ-2020               |

Итого: 12 матчей / 1 гол; 10 побед, 2 ничьи.

## Достижения

### Командные достижения
«Манчестер Юнайтед»
- Обладатель Суперкубка Англии: 2013

«Реал Сосьедад»
- Обладатель Кубка Испании: 2019/20

### Личные достижения
- Награда Дензила Харуна лучшему резервисту года: 2013[5]
- Золотой мяч Молодёжного кубка ФИФА: 2013[30]
- Лучший молодой футболист (до 20 лет) в Европе по версии Gazzetta Dello Sport: 2014[31][32]

### Награды
- Почётный посол Косово[англ.]: 2014

## Статистика выступлений
| Клуб                         | Сезон            | Лига | Лига | Кубок страны | Кубок страны | Кубок лиги | Кубок лиги | Еврокубки | Еврокубки | Прочие | Прочие | Итого | Итого |
| Клуб                         | Сезон            | Игры | Голы | Игры         | Голы         | Игры       | Голы       | Игры      | Голы      | Игры   | Голы   | Игры  | Голы  |
| ---------------------------- | ---------------- | ---- | ---- | ------------ | ------------ | ---------- | ---------- | --------- | --------- | ------ | ------ | ----- | ----- |
| Манчестер Юнайтед            | 2013/14          | 27   | 4    | 1            | 0            | 4          | 0          | 2         | 0         | 1      | 0      | 35    | 4     |
| Манчестер Юнайтед            | 2014/15          | 18   | 0    | 2            | 0            | 1          | 0          | 0         | 0         | 0      | 0      | 21    | 0     |
| Манчестер Юнайтед            | 2015/16          | 5    | 1    | 0            | 0            | 0          | 0          | 2         | 0         | 0      | 0      | 7     | 1     |
| Манчестер Юнайтед            | Итого            | 50   | 5    | 3            | 0            | 5          | 0          | 4         | 0         | 1      | 0      | 63    | 5     |
| Боруссия (Дортмунд) (аренда) | 2015/16          | 6    | 0    | 1            | 0            | —          | —          | 5         | 0         | 0      | 0      | 12    | 0     |
| Боруссия (Дортмунд) (аренда) | Итого            | 6    | 0    | 1            | 0            | —          | —          | 5         | 0         | 0      | 0      | 12    | 0     |
| Сандерленд (аренда)          | 2016/17          | 25   | 0    | 2            | 0            | 1          | 1          | 0         | 0         | 0      | 0      | 28    | 1     |
| Сандерленд (аренда)          | Итого            | 25   | 0    | 2            | 0            | 1          | 1          | 0         | 0         | 0      | 0      | 28    | 1     |
| Реал Сосьедад                | 2017/18          | 28   | 3    | 1            | 0            | —          | —          | 6         | 1         | 0      | 0      | 35    | 4     |
| Реал Сосьедад                | 2018/19          | 20   | 1    | 4            | 1            | —          | —          | 0         | 0         | 0      | 0      | 24    | 2     |
| Реал Сосьедад                | 2019/20          | 24   | 4    | 5            | 4            | —          | —          | 0         | 0         | 0      | 0      | 29    | 8     |
| Реал Сосьедад                | 2020/21          | 27   | 4    | 1            | 0            | —          | —          | 7         | 0         | 1      | 0      | 36    | 4     |
| Реал Сосьедад                | Итого            | 99   | 12   | 11           | 5            | —          | —          | 13        | 1         | 1      | 0      | 124   | 18    |
| Всего за карьеру             | Всего за карьеру | 180  | 17   | 17           | 5            | 6          | 1          | 22        | 1         | 1      | 0      | 226   | 24    |